# 23P/Брорзена — Меткафа
Комета Брорзена — Меткафа (23P/Brorsen-Metcalf) — короткопериодическая комета типа Галлея, которая была открыта 20 июля 1847 года датским астрономом Теодором Брорзеном на утреннем небе в созвездии Овна. Он описал её как слабую туманность, без заметной конденсации в центре, и отметил её движение на северо-восток. Комета обладает довольно длительным периодом обращения вокруг Солнца — чуть более 70,5 лет.

Орбита кометы Брорзена — Меткафа и её положение в Солнечной системе

## История наблюдений
6 августа комета подошла к Земле на минимальное расстояние в 0,65 а. е., а 10 сентября прошла точку перигелия в 0,49 а. е. от Солнца, достигнув максимального блеска в 8,0 m звёздных величин при длине хвоста 15 ' угловых минут. Примерно в это время, 11 августа независимо от Брорзена, эту комету обнаружил и русский астрономом Богдан Швейцер (Москва, Российская империя). Почти сразу стало ясно, что комета движется по сильно вытянутой орбите с периодом обращения примерно в 71 — 75 лет. Исходя из этих данных прогнозируемое возвращение кометы должно было произойти в 1919—1922 годах.
Комета была восстановлена незадолго до восхода солнца 21 августа 1919 года американским астрономом Джоэлом Меткафом и на момент открытия находилась в созвездии Пегаса. Комета была описана как довольно крупным диффузный объект 8,0 m звёздной величины со слабовыраженной центральной конденсацией магнитудой 15,0 m. По мере приближения к Земле её яркость увеличивалась. Так что в первых числах октября комета стала различима невооружённым глазом, к началу октября, в момент максимального сближения с Землёй, комета достигла блеска в 4,5 m, а к середине месяца — у неё обозначился огромный хвост длинной в 25 ' угловых минут, что было сравнимо с видимым диаметром полной Луны (30 ' угловых минут). Комета наблюдалась вплоть до 18 ноября, когда она окончательно исчезла в утреннем сиянии Солнца.
Возвращение 1989 года также оказалось весьма удачным: 7 августа, в момент максимального сближения с Землёй, яркость кометы достигла 5,0 m звёздных величин.
В течение XX века комета один раз сближалась с Сатурном и дважды с Землёй.
- 1,68 а. е. от Сатурна 4 августа 1901 года;
- 0,20 а. е. с Земли 6 сентября 1919 года;
- 0,62 а. е. от Земли 7 августа 1989 года.